# ساتشا بورتشيرت

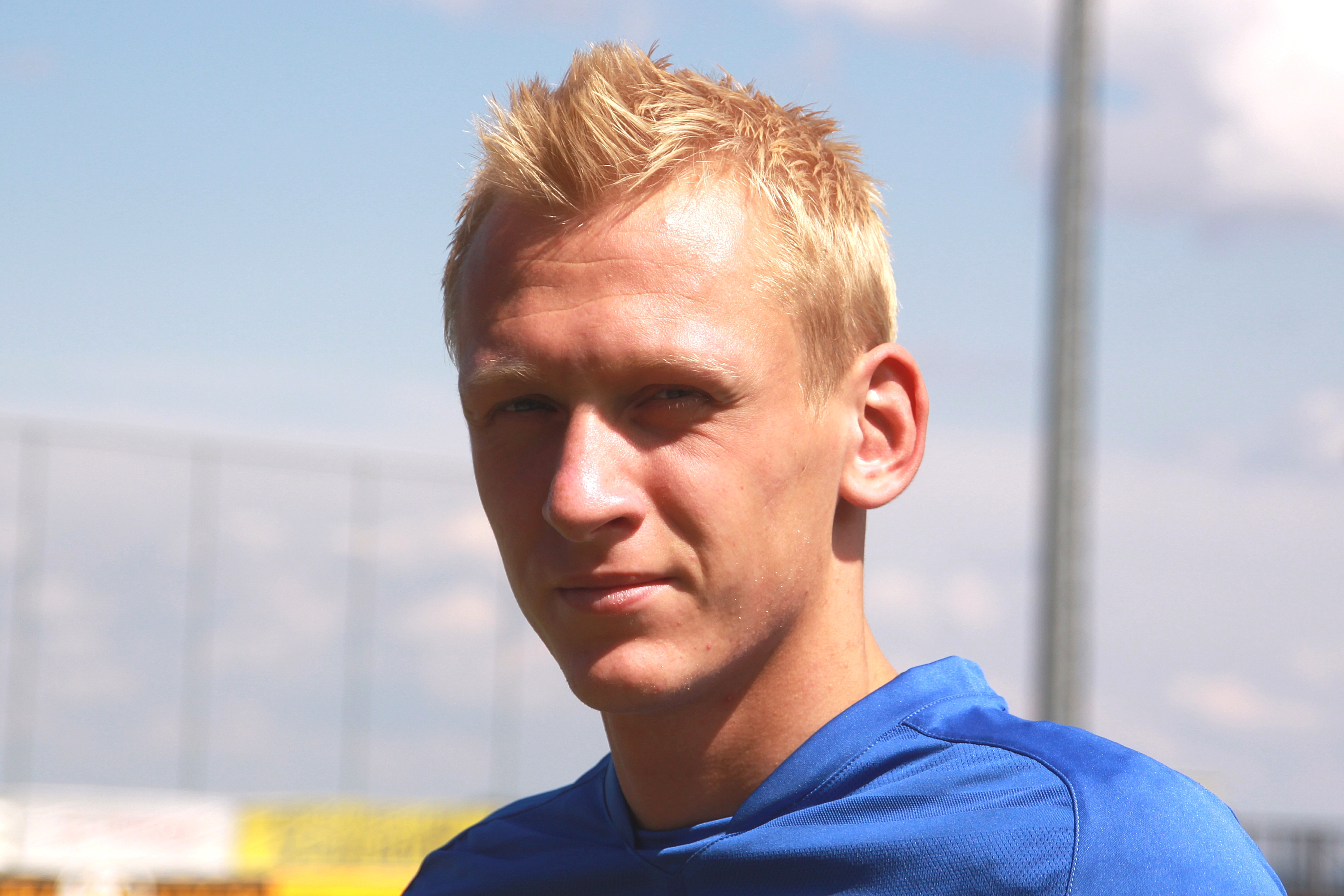

ساتشا بورتشيرت (بالألمانية: Sascha Burchert) (مواليد 30 نوفمبر 1989 في برلين - ألمانيا) لاعب كرة قدم ألماني يلعب حاليا لصالح نادي الدرجة الأولى هرتا برلين الألماني منذ 2002 في مركز حارس مرمى .

## روابط خارجية
- ساتشا بورتشيرت على موقع اتحاد النرويج (النرويجية)
- ساتشا بورتشيرت على موقع إي إس بي إن إف سي (الإنجليزية)
- ساتشا بورتشيرت على موقع قاعدة بيانات كرة القدم.إي يو (الإنجليزية)
- ساتشا بورتشيرت على موقع بيانات كرة القدم. دي إي (الألمانية)
- ساتشا بورتشيرت على موقع Soccerway.com (الإنجليزية)
- ساتشا بورتشيرت على موقع عالم كرة القدم.نت (الإنجليزية)
- ساتشا بورتشيرت على موقع كووورة
- ساتشا بورتشيرت على موقع AS.com (الإسبانية)